# Alpen-Lichtnelke
Die Alpen-Lichtnelke, auch Alpen-Pechnelke (Silene suecica (Lodd.) Greuter & Burdet, Syn.: Lychnis alpina L. oder Viscaria alpina (L.) Don) ist eine Pflanzenart aus der Gattung der Leimkräuter (Silene) innerhalb der Familie der Nelkengewächse (Caryophyllaceae).

## Beschreibung

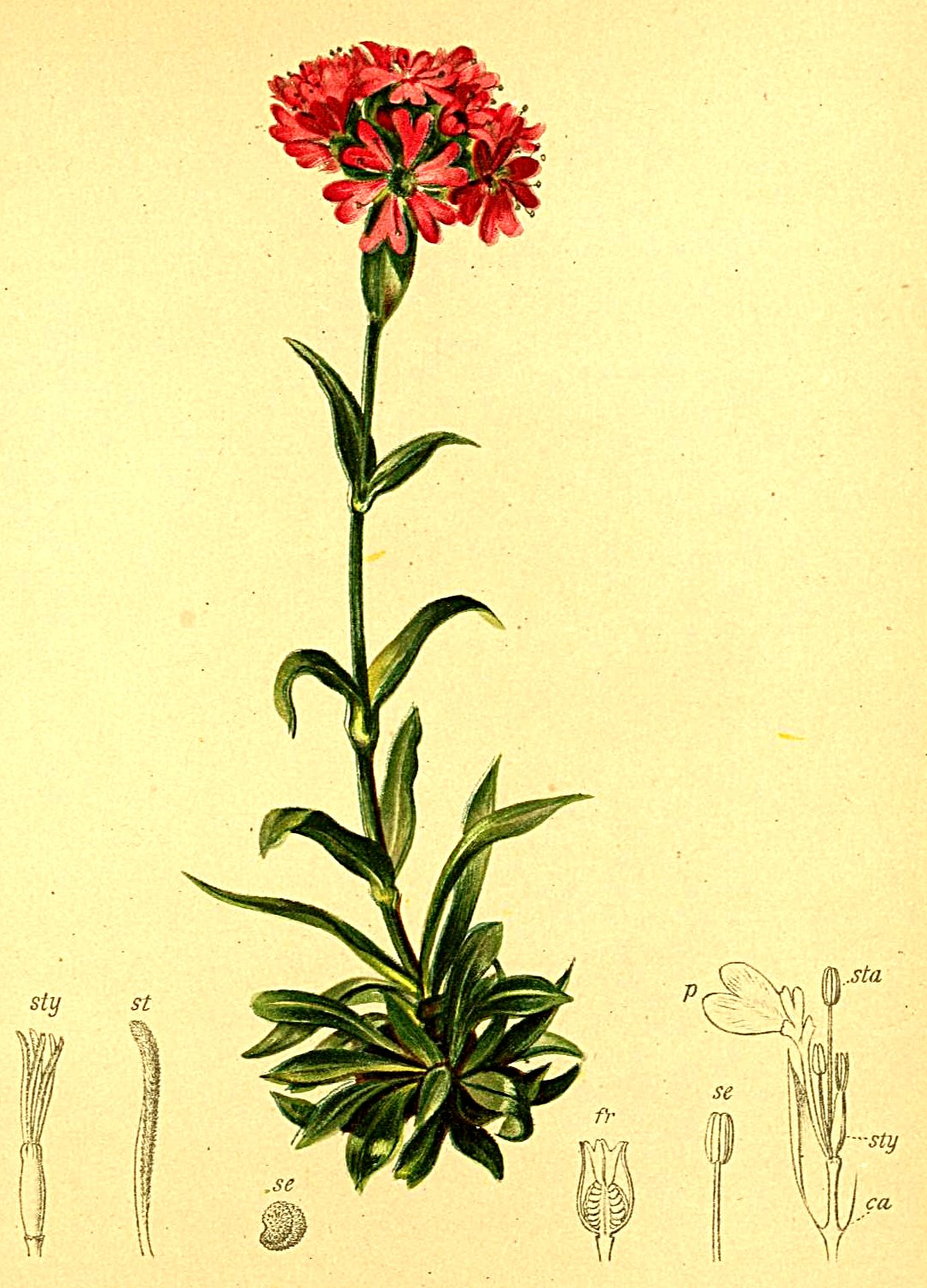
Illustration aus Atlas der Alpenflora

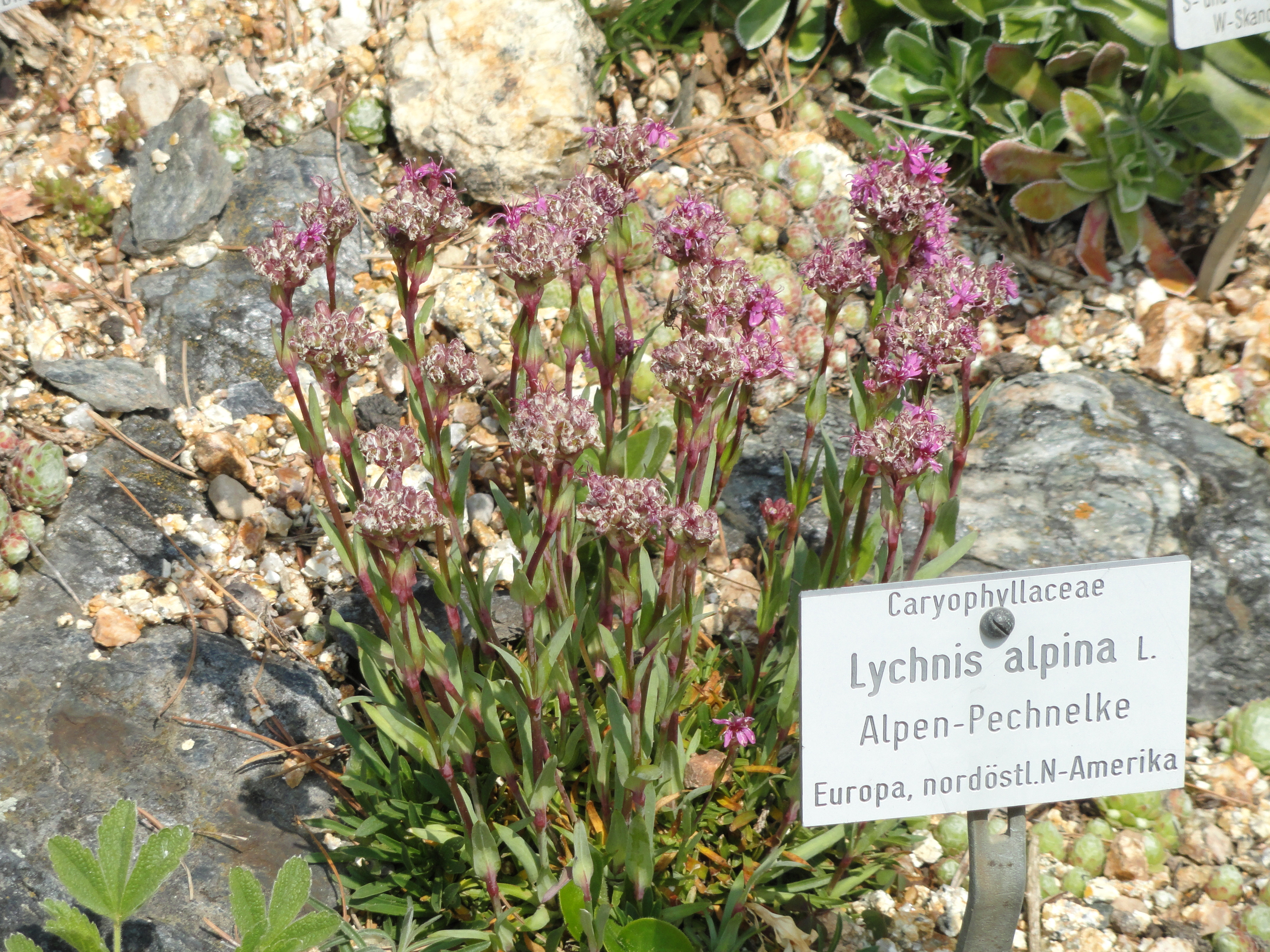
Habitus und Laubblätter

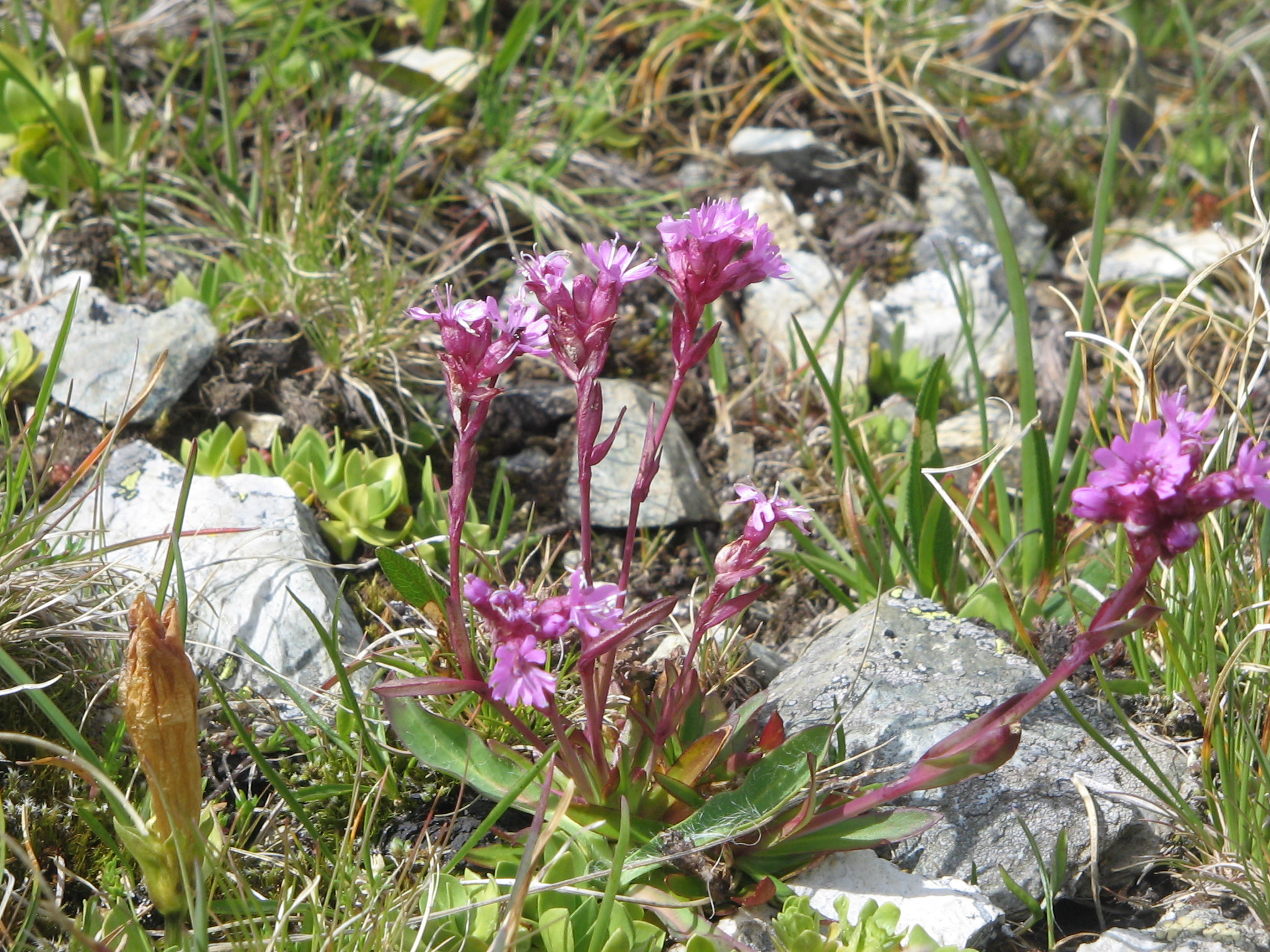
Habitus mit Blütenstand

### Vegetative Merkmale
Die Alpen-Lichtnelke ist eine ausdauernde, krautige Pflanze, die Wuchshöhen von 5 bis 15 Zentimetern erreicht. Die aufrechten, unverzweigten Stängel sind kahl oder nur spärlich und kurz behaart.
Die Laubblätter stehen gedrängt in grundständigen Rosetten, die oberen etwas entfernt am Stängel. Die Blattspreiten sind bei einer Länge von 1 und 5 Zentimetern sowie einer Breite von 1 bis 7 Millimetern schmal-lanzettlich und enden in eine schmale Spitze. Der breite Blattgrund und der Rand sind bewimpert.

### Generative Merkmale
Die Blütezeit reicht von Mai bis Juli. Die Blüten befinden sich in kurz gestielten oder in kopfigen Blütenständen. Die zwittrige Blüten sind radiärsymmetrisch und fünfzählig. Die fünf Kelchblätter sind zu einem etwa 5 Millimeter langen, glockigen Kelch verwachsen, der kahl ist und undeutliche Nerven besitzt. Die blass-purpurfarbenen bis leuchtend roten Blütenkronen weisen einen Durchmesser von 8 bis 12 Millimetern auf. Die Kronblätter sind tief ausgerandet und tragen im Schlund kleine Schuppen. Es ist ein etwa 1 Millimeter hohes Nebenkrönchen vorhanden. Jede Blüte enthält fünf Griffel.
Die im haltbaren Kelch gestielte Kapselfrucht öffnet sich bei Reife an ihrer Oberseite mit fünf Zähnen und entlässt zahlreiche, kleine Samen.
Die Chromosomenzahl beträgt 2n = 24.

## Vorkommen
Das Verbreitungsgebiet liegt in subarktischen und arktischen Bereichen Europas einschließlich Island, in Grönland und des östlichen Nordamerikas mit nur dem kanadischen Neufundland und Labrador, Nunavut sowie Québec. Es gibt Vorkommen in Nordeuropa. In West-, Süd- bis Mitteleuropa kommt die Alpen-Lichtnelke nur in den Westalpen, den Zentralalpen, den Pyrenäen sowie im Apennin.
In den Alpen wächst die Alpen-Lichtnelke auf kalkarmen Böden. Sie gedeiht an windexponierten, sonnigen Standorten. Sie findet sich oft auf Nacktried-Gesellschaften der Klasse Carici rupestris-Kobresietea bellardii und in Krummseggenrasen (Caricetum curvulae) der Klasse Juncetea trifidi, aber auch zwischen Felsschutt.
Die Alpen-Lichtnelke gedeiht in Mitteleuropa in der alpinen Höhenstufe in Höhenlagen bis zu 3100 Metern. In Nordeuropa kommt Silene suecica sowohl im Gebirge als auch stellenweise küstennah in niederen Höhenlagen vor, so in der Varietät Silene suecica var. oelandica auf Kalkstein der Insel Öland. Die Varietät Silene suecica var. serpentinicola besiedelt Serpentingestein.
Die ökologischen Zeigerwerte nach Landolt et al. 2010 sind in der Schweiz: Feuchtezahl F = 2 (mäßig trocken), Lichtzahl L = 5 (sehr hell), Reaktionszahl R = 2 (sauer), Temperaturzahl T = 1 (alpin und nival), Nährstoffzahl N = 1 (sehr nährstoffarm), Kontinentalitätszahl K = 4 (subkontinental).

## Systematik
Die Erstbeschreibung erfolgte 1824 unter dem Namen (Basionym) Lychnis suecica durch Joachim Conrad Loddiges in The Botanical Cabinet, Volume 9, Tafel 881. Die Neukombination zu Silene suecica (Lodd.) Greuter & Burdet wurde 1982 durch Werner Greuter und Hervé Maurice Burdet in Willdenowia, Band 12, S. 190 durchgeführt. Weitere Synonyme für Silene suecica (Lodd.) Greuter & Burdet sind: Lychnis alpina L., Silene liponeura Neumayer, Steris alpina (L.) Šourková, Viscaria alpina (L.) Don, Viscaria alpina (L.) G.Don.
Einige Autoren, beispielsweise Frajman et al. 2013, stellen diese Art als Viscaria alpina (L.) G.Don in die Gattung Viscaria Bernh. Der Name Viscaria alpina (L.) G.Don wurde 1831 durch George Don in A general history of the dichlamydeous plants, 1, S. 415 veröffentlicht.
Einige Autoren erkennen keine Subtaxa dieser Art an.

## Akkumulation von Kupfer
Die Alpen-Lichtnelke vermag das Schwermetall Kupfer in ionisierter Form anzureichern. Als Zeigerpflanze kann sie somit Auskunft über einstige mittelalterliche Abraumhalden von Kupfererzen geben. Derartige Indikatoren sind interessant für die Phytosanierung und Phytoprospektion.

## Nutzung
Die Alpen-Lichtnelke wird als Zierpflanze für Steingärten verwendet, es gibt mehrere Hybriden und Zuchtformen in verschiedenen Farben.